# Carpathonesticus paraavrigensis
Carpathonesticus paraavrigensis es una especie de araña araneomorfa del género Carpathonesticus, familia Nesticidae. Fue descrita científicamente por Weiss & Heimer en 1982.
Se distribuye por Rumania. El cuerpo de la hembra mide aproximadamente 6,2 milímetros de longitud.